# Eu, Seine-Maritime
Eu je kraj in občina severozahodne francoske regije Zgornje Normandije. Kraj je leta 1999 imel 8081 prebivalcev.

## Geografija
Kraj leži na levem bregu reke Bresle.

## Administracija
Eu je sedež istomenskega kantona, v katerega je vključenih 22 občin z 26.064 prebivalci : Baromesnil, Canehan, Criel-sur-Mer, Cuverville-sur-Yères, Étalondes, Eu, Flocques, Incheville, Longroy, Melleville, Le Mesnil-Réaume, Millebosc, Monchy-sur-Eu, Ponts-et-Marais, Saint-Martin-le-Gaillard, Saint-Pierre-en-Val, Saint-Rémy-Boscrocourt, Sept-Meules, Tocqueville-sur-Eu, Touffreville-sur-Eu, Le Tréport, Villy-sur-Yères.

## Pobratena mesta
- Haan (Nemčija)
- Zouk Mikael (Libanon)

1. ↑  »Populations légales 2016«. Nacionalni inštitut za statistične in gospodarske raziskave. Pridobljeno 25. aprila 2019.